# Bulbophyllum teresense
Bulbophyllum teresense là một loài phong lan thuộc chi Bulbophyllum.